# The Cheetahmen
The Cheetahmen es una serie de videojuegos creada por Active Enterprises que presenta tres guepardos antropomórficos. Fue introducido en 1991 como parte del notorio cartucho multi-juego Action 52 para Nintendo Entertainment System (NES). Los Cheetahmen también aparecen en una secuela no publicada para NES, Cheetahmen II, y un título muy poco conocido para Mega Drive/Sega Genesis, que simplemente se llamó "The Cheetahmen".

## Argumento
En la primera secuencia de introducción del primer videojuego Cheetahmen, se muestra a un niño llamado "Action Gamemaster" jugando a un videojuego cuando un brazo robótico lo empuja bruscamente hacia su televisor y se encuentra con los Cheetahmen. Nunca se lo menciona nuevamente durante el juego o en los siguientes títulos de Cheetahmen, aunque el manual implica que se transforma en los personajes, uno tras otro.
Se proporciona una historia de trasfondo en un cómic que se incluyó con el cartucho Action 52 para NES. Un científico loco llamado Dr. Morbis mata a una madre guepardo en un safari en África y lleva a sus tres cachorros hasta su laboratorio. Sometidos a la experimentación genética, los cachorros se transforman en híbridos humano-guepardo que eventualmente se rebelan contra el Dr. Morbis después de tomar conciencia de su verdadera naturaleza y planes futuros. El Dr. Morbis responde creando un ejército de varios híbridos humano-animal (conocidos como "Sub-humanos") para contrarrestar la amenaza planteada por los Cheetahmen conscientes de sí mismos. El Dr. Morbis no aparece durante el videojuego, aunque aparecen otros villanos del cómic. El videojuego de Sega proporciona una premisa ligeramente diferente donde los Cheetamen deben rescatar a los cachorros de guepardo del Dr. Morbis.

## Personajes
Los personajes jugables incluían al trío de Cheetahmen titulares:
- Apolo: Un guepardo antropomórfico llamado así por Apolo, una deidad de la Antigua Grecia. Como su nombre puede sugerir, este personaje es un arquero y un erudito versado en muchos campos académicos. Él usa una ballesta en combate. Como líder de los Cheetahmen, fue el primero en cuestionar las intenciones del Dr. Morbis.
- Hercules: Un guepardo antropomórfico llamado así por Hércules, el semidiós de la Antigua Grecia. Este personaje lucha con sus propias manos, al igual que su homónimo mitológico no usaba armas en combate.
- Aries: Un guepardo antropomórfico llamado así por Ares (Aries en inglés), el dios de guerra de la Antigua Grecia. Este personaje adquirió la pericia para luchar con clavas de madera dobles por ver películas de artes marciales, que el Dr. Morbis le exhibía como entrenamiento visual.

Los enemigos incluyen a:
- Dr. Morbis: Un científico experto malévolo en el campo de la ingeniería genética. Sus objetivos finales nunca se aclaran.
- Cygore: Un gorila cíborg del Dr. Morbis con un brazo robótico. En los materiales de marketing, fue representado con una serie de accesorio de armas que nunca se implementaron en estos videojuegos, incluido un martillo y una sierra circular.
- Sub-Humans
  - White Rhino: Un rinoceronte antropomórfico. Una de las "Subespecies" creadas por el Dr. Morbis.
  - Scavenger: Un buitre antropomórfico. Otra de las "Subespecies" creadas por el Dr. Morbis.
  - Hyena: Una hiena antropomórfica. Otra de las "Subespecies" creada por el Dr. Morbis.
  - Man-Ape: Un híbrido humano-chimpancé. Supuestamente la más poderosa de las "Subespecies" del Dr. Morbis.

## Videojuegos

### Cheetahmen
El juego inicial de esta franquicia se incluyó en el cartucho de acción múltiple Action 52 para NES. Se tituló inconsistentemente "Cheetah Men", "Cheetahmen" y "The Cheetahmen" en la pantalla de selección de juegos, la pantalla de título y los materiales de marketing. El juego consta de seis niveles, dos para cada uno de los tres Cheetahmen. El segundo nivel incluye una batalla de jefe. La mayoría de los enemigos en el juego son personajes de los otros juegos del cartucho de Acción 52, incluida la parodia de Saddam Hussein: Satán Hossain de Storm over the Desert.

### Cheetahmen II
Había planes para una secuela, Cheetahmen II, pero no se completó (se programaron seis de los diez niveles propuestos) y nunca se estrenó oficialmente. En 1996, sin embargo, 1.500 copias del videojuego se ubicaron en un almacén y finalmente se pusieron a la venta en el mercado secundario. Todas las copias del videojuego reutilizaron cartuchos de Action 52, algunos con una pequeña pegatina dorada que decía "Cheetamen II". Este cartucho es actualmente muy raro y difícil de encontrar, aunque existen numerosas imágenes ROM en Internet.
En Cheetahmen II, el jugador asume nuevamente el papel de uno de los tres Cheetahmen (Aries, Apollo y Hércules); después de derrotar a un jefe al final del segundo nivel, cambian al siguiente Cheetahman para los siguientes dos niveles, como en la versión de Action 52. Debido a un bug, es imposible llegar a los niveles en los que se juega como el Cheetahman llamado Aries sin alterar la imagen del ROM o experimentar un error que rara vez inicia el videojuego en estos dos niveles.
Un parche que arreglaba todos los errores del videojuego fue puesto a disposición por PacoChan, miembro de romhacking.net en julio de 2011. Posteriormente, una versión "fija" del videojuego titulada Cheetahmen II: The Lost Levels fue desarrollada por Greg Pabich. La nueva versión del videojuego fue lanzada en un cartucho de NES físico y tenía la intención de reparar el problema de fin de cuarto nivel encontrado en el videojuego original. Para financiar el videojuego, Pabich comenzó un programa de Kickstarter en el cual los donantes recibirían recompensas dependiendo de la cantidad de dinero prometida. El programa comenzó el 6 de agosto de 2012 y duró hasta el 6 de septiembre de 2012. Para vincularse con el proyecto, se filmó un vídeo corto con The Angry Video Game Nerd, Pat the NES Punk, The Game Chasers y el propio Pabich anunciando el videojuego.
Aunque eliminaron algunas modificaciones gráficas encontradas en la versión de PacoChan, parecen haber pasado por alto algunos de sus cambios más sutiles. Por ejemplo, PacoChan corrigió algunos errores ortográficos en la introducción, aunque no todos. La versión de Greg Pabich contiene exactamente las mismas correcciones y errores.

### Cheetahmen III
Un tercer videojuego de la serie, Cheetahmen III, estaba en desarrollo exclusivamente para Action Gamemaster, una consola portátil de cartuchos múltiples y clon de CD-ROM también desarrollada por Active Enterprises que lleva el nombre del personaje de introducción del mismo nombre anunciado durante el Consumer Electronics Show de 1994. El sistema debía haber sido en el mismo sentido de Game Boy de Nintendo y Atari Lynx, pero con aspiraciones mucho mayores. Habría presentado compatibilidad con cartucho de los videojuegos de Nintendo Entertainment System (NES), Mega Drive/Sega Genesis y Super Nintendo Entertainment System (SNES), así como con videojuegos de CD-ROM, a través de módulos separados que serían intercambiables con el sistema y se venderían individualmente a pesar de las preocupaciones de que el sistema era demasiado grande y engorroso para manejar. Las características habrían incluido una pantalla LCD a color de 3.2", reproductor de CD, sintonizador de TV, cargador de batería incorporado y un adaptador para encendedor de cigarrillos para automóviles. Tanto el videojuego como la consola son vaporware, sin información oficial sobre su cancelación, probablemente debido a que Active cerraba sus puertas al mercado de los videojuegos por completo ese mismo año.